# 富士通Habitat
ハイパーコミュニケーションネットワーク 富士通Habitat（ハイパーコミュニケーションネットワーク・ふじつうハビタット）は、かつて富士通株式会社が運用していた画像つきチャット。
ビジュアル通信と富士通は呼んでいる。

## 概要
4種類のサービスが提供された。富士通Habitat、Habitat IIエリシウム、Habitat IIグレースビル、J-チャットである。

### 富士通Habitat
元々はアメリカでルーカスフィルムが運営していたLucasfilm's Habitatのライセンスを富士通が購入し、日本での提供を開始したもの。1989年末からFM TOWNS専用ソフトとしてテスト運用が行われ、1990年2月10日に正式サービス開始。この日は「富士通Habitat建国記念日」とされた。その後同社のFMRシリーズや、NECのPC-9800シリーズ、Macintosh向けにもクライアントソフトが提供された。J-チャットまで引き継がれたため、多くのMacintoshユーザーも存在した。ただしOS9までのサポートになっていた。
ニフティサーブ会員専用のサービスで、2Dのアバターを操作し仮想の街の中でチャットを行うもので、当時としては文字だけのチャットを脱却した画期的なものであった。ただし専用ソフトが必要なことに加え、当時のパソコン通信のニフティサーブの回線、FENICS－ROAD2(2400bps)の通信速度ではレスポンスが遅く、アバターの動きに制約があった（アバターの表情を自由に変えられない、など）ことなども重なり、ユーザー数は伸び悩んだ。

### Habitat IIエリシウム/グレースビル
1996年にはHabitat IIエリシウムとして全面リニューアル。Windows 3.1、Windows 95やセガサターン、FM TOWNS マーティーに対応し、アバターのカスタマイズの幅が広げられるなどサービスを強化。ただしセガサターン、FM TOWNSマーティーに関しては画質が荒く、周囲にアバターが多いと回線切断が頻繁に起こるという難点もあったため利用者は増えなかった。サイコロゲームのイベントなどを主催する場合に「セガサターンの人優先で参加」などという配慮もあったがゲーム中に固まって回線が切れて落ちてしまい、結果的にはゲームに時間がかかるだけという事態も発生し、一部の人はパソコンを購入した人も見られたほどである。通信速度はニフティサーブのFENICS-ROAD2(2400bps)、またはFENICS-ROAD4(14.4kbps)のいずれかが選択できたが、2400bpsの速度では混雑時にアバターの動作や移動に時間を要してしまい、不満の声も多く聞かれた。FENICS-ROAD4は課金がROAD-2の2倍で、1分16円だったため、利用者は少なかった。同年には専用ソフトが無償化される。1997年9月にはエリシウム内に、新たに3D空間対応のHabitat/3Dもスタートしたが、画像処理が追いつかず利用者はほとんどいない状態であった。
並行したサービスとして1998年2月にHabitat IIグレースビルがスタートする。グレースビルは日本のオリジナルではなく、当時のWorldsAway(現在のVZONES)の運営元であるFUJITSU SYSTEMS BUSINESS OF AMERICA社からライセンスを購入したものである。グレースビルはインターネットISDN回線の64Kbps、アナログ回線の56kbps専用で、HabitatIIエリシウムと異なりセガサターン、FM TOWNSマーティーでのログインは不可能であった。アバターの動作速度に関しては大幅に改善される。エリシウムとは別のサービスであったため、双方の往来は不可能であり、アバターは新規から作り直しであったが、ジャングルなどのエリシウムの10倍以上の空間が確保されていた。ターフというアバターが居住できる部屋も、2箇所に借りることができた。HabitatIIエリシウムはアイテムを単に床に置くことしかできなかったが、グレースビルは椅子や家具、装飾品が多数販売され、部屋のオーナーが座標を指定して床以外にも自由に設置できた。アイテムの盗難防止で部屋に固定もできた。椅子に座れるようになったことも改善点である。ただしサービス期間としては1年6ヶ月で短命であった。キャラクター同士においては富士通Habitatを「ハビ1」、エリシウム、グレースビルを「ハビ2」と呼んで区別しており、更にエリシウムをV1(バージョン1)、グレースビルをV2(バージョン2)と呼んでいた。

### J-チャット
1999年3月に富士通Habitatは2000年問題を理由として、サービスを終了。富士通HabitatIIエリシウム、グレースビルは1999年8月にサービスを終了し、同年9月に女性会員の加入拡大を狙った日本オリジナルのJ-チャットとして再オープン。当初タレントの郷ひろみをチャットのゲストとして迎えたイベントも開催された。ただし外部から著名な人物を呼んだイベントはこれが最初で最後であった。当時の観客人数も500人以上になり、過去最大のログイン人数となる。ビジュアルチャットの先駆けとしての存在感は大きいものがあり2006年には1日限定で富士通HabitatIIの再現イベントが行われるなど、根強いファンを抱えていた。J-チャットになってからも一定期間はHabitatIIグレースビルのエリア一部が残されていて、入り口は非公開ではあったが自由に出入りが可能になっていた。HabitatIIエリシウムのエリアもイベントで公開された。有料アイテム、部屋も発売になり、イベント、J婚と呼ばれた結婚式も以前より盛んに行われた。J-チャットは、2010年1月26日にサービスが終了したが、Habitatシリーズ単独のサービスとしては10年間と最も長期間で、計20年の歴史に終止符が打たれた。J-チャットは終了後、思い出写真館として公式のホームページに当時の画像を残していたが2017年7月、リンク切れとなった。ユーザーが開設していたホームページも解約などから閉鎖が相次ぎ、Yahoo!ジオシティーズも2019年3月にサービスが終了したため、サービス終了から相応の年月が経過し、その痕跡も見ることはほとんど無くなっている。

## アバターとオラクル
最初にアバターを作成し、チュートリアルと呼ばれる操作の練習をしたあと、富士通Habitatに接続する。
アバターは300種類ほどのヘッド（頭部）を選択でき、ボディ（首より下）は男・女の2種類だった。ヘッドは取り外し自由で、ヘッドショップで買うことができた。ボディはスプレーにより色を変えることが可能になっていた。各アバターは1軒ずつ自分の家を持つことができた。アバターの住む区域は町と呼ばれ、町は1区から6区までに分かれ、町内掲示板なども用意されていた。町には町長がアバターによる選挙によって選任されていて、町内掲示板の管理などを行っていた。
この世界にはオラクルと呼ばれる神が存在し、アバターはこれに絶対服従とされていたが、実際にはゲーム内で一緒に遊ぶ良き仲間と解釈されていた。現行のゲームマスターにおいてもゲーム内規約違反者に対して運営側として処置を行うことがあるが、オラクルも同等である。ただしオラクルは、ゲームマスターと異なり、運営に関する管理権限を持っていた。オラクルはこの世界の創造者という位置づけでもあったため、内部のリージョン(エリア)の増設廃止、運営方針の方向性、ゲーム内オブジェクト(アイテム)の配布の権限があった。オブジェクトはオラクルがゲームによって配るものと、町長に渡され、町長がゲームを行って配られるものがあった。オブジェクトは個数が限られていて、レアアイテムとなっているものがあった。ゲームは公平性がなければクレームが当然出るため、オラクル、町長は相当に気を遣ってオブジェクトを配っていた。
他のオンラインゲームと異なりチャットが主であるため、2D、3Dのゲームとは異なりアバターを中心として周囲の背景が動くのではなく、リージョン単位での移動となっていた。リージョンは複数に分かれており、50以上のリージョンが存在していた。1つのリージョンには最高6人までのアバターが会話をすることができた。6人を超えるとアバターはゴーストという状態になり、右上にゴーストマークで表示された。このゴースト状態でリージョン間を高速で移動することもできた。
このチャットでは現状のようにアバターにその固有の名前が表示されなかったため、容姿とヘッドで判断するしかなかった。オラクルも他のアバターと同じ容姿であったが、ヘッドは固有のものを付け区別できるようになっていた。
オラクルはHabitatIIエリシウムまでは同一の人達が行っていたが、HabitatIIグレースビルというインターネット専用のバージョンになってから総入れ替えが行われ、別の人達が担当していた。
HabitatIIエリシウムはオラクルは4、5人で、他にそれを補佐するアコライトという人達によってゲームなどが行われた。HabitatIIグレースビルはオラクルは1人で他は全員アコライトだった。HabitatIIエリシウムからアバターには固有のIDと名前がクリックすると表示されるようになり、これが後の多くのネットゲームに採用されていった。
J-チャットになってからオラクル制度は廃止され、それに代わってナビゲーターというゲームマスターと同等の人達によってゲームなどが行われていた。ナビゲーターはオラクルと異なり管理権限は外されていた。その後オラクルのヘッドは記念品のような形でJ-チャット内のヘッド自販機で販売された。

## 課金
課金は管理費300円+ニフティサーブの利用料金1分10円+サーチャージ1分6円(10時間3600円上限。10時間1分以降のサーチャージは課金されない)の従量制課金となっていた。これは10時間利用すると300円+6000円+3600円＝9900円となり、1分あたり16.5円に相当する。当時NTTテレホーダイなどの割引もなかったため、かなり高額であった。それでもこのチャットに魅了され、ファンは多かった。
その後、ニフティサーブの課金の夜間割引がスタートし、午前3時から午前6時までは1分8円になったため、ログインしなおす人も見られた。管理費は後に500円に値上げされ、ニフティサーブの課金は1分8円に値下げされた。サーチャージも後に廃止されたが、固定課金制は設定されなかった。これが設定されたのはJ-チャットの1999年12月に、月2000円の固定課金になってからである。多くのオンラインゲームが固定課金を採用していく最中、HabitatIIはその対応を行わず、ニフティサーブが50時間まで5000円の半固定制を採用したときも、HabitatIIは更に1分6円の追加料金となったため、ニフティサーブのフォーラムで多数の利用者から失望の書き込みがあった。ただし固定課金は会員数の増加にはなっても、サービスの質を下げるという反対の声も一部にあったが、固定性を大多数の人達が望んでいたことは間違いないことである。
課金の一部が富士通Habitat、HabitatIIエリシウムのオラクルへの収入になることは、オラクル自身も認めていた。当時ニフティサーブのシステムオペレーターがそうであったようにオラクルも同等であれば妥当である。富士通Habitatは専用ソフトの購入が必要であったため会員数は多くなかったか、無償化されHabitatIIエリシウムになってから会員数が急増した。しかし、HabitatIIの課金には上限がなかったため月に2万円以上支払う人が続出し、中には10万円以上払う人もいた。これを「課金死」と呼び、多くの人がHabitatIIを辞めていった。
オラクルは会員数の減少とともに主催のイベントを増やしていたが、迷路の経路を途中で変えたりすることもあり、かえって反発を招いた。1997年12月31日から翌年の元旦にかけて、HabitatIIエリシウムのオラクルが誰1人としてエリアに現れないという事態が起こった。それまでオラクルは年末年始に姿を見せ、カウントダウンなどを行っていたのである。1998年2月からHabitatIIグレースビルが始まったが、エリシウムのオラクルはアコライトとして採用された1人のみであった。他は新たに別の人を採用している。課金はHabitatIIグレースビルは1分6円であり、J-チャットは開始時の1999年9月から12月24日までは同額であったが、12月25日から2000円の固定性が採用された。
HabitatIIエリシウムはサービス開始前に、運営側の富士通からニフティサーブのフォーラムにおいて、アバターが借りられる部屋の家賃が当初、月4800トークンと発表された。トークンはチャット内の仮想通貨で、1時間ログインして60トークンを自動的に得られたが、1分8円の課金であったため、1時間ログインしていると480円、4800トークンを得るためには80時間のログインが必要で、38400円の課金を払う必要があった。部屋は複数のアバターで共用できるため、運営側はトークンの支払いに部屋の共用を薦めたが、プライベートな部屋を持ちたいという理由からフォーラム内で反対意見が相次いだ。その後、エリシウム開始直前に当時のWoldsAway(現VZONES)と同じ月995トークンに家賃を下げることが発表され、サービスが開始された。J-チャットになってからは課金は定額制になったため、部屋にキャラクターを放置してトークンを貯める様子も見られた。
J-チャットは運用開始当時から現在に至るまで、月2000円の固定課金または、管理費700円+1分6円の従量制のいずれかが選択できたが、これは結局、10年間変更されなかった。
インターネットも2004年3月から、電話回線を使った完全定額制の高速のADSLサービスが始まり、フレッツISDN、テレホーダイなどは終焉に向かい、J-チャットも軽々と動作するようになった。
サンリオがJ-チャットの版権を用いた、サンリオワールドというサービスもあったが、これは1キャラクター月500円の固定制であった。2007年3月にサービスが終了している。

## シーフ
シーフとは泥棒のことである。他人のアイテムを騙して取ったり地面に置いたものを持ち去るアバターのことを指し、富士通Habitat、HabitatIIまではシーフ集団まで存在していた。
富士通Habitatにはラグビーボールを取り合うゲームがあり、相手のアバターをクリックすることによってボールを渡せたが、すれ違い際に渡したい相手とは違うアバターに渡してしまうことがゲームに応用されていた。これをシーフが悪用していたこともあった。富士通Habitatまでシーフは容認されており、HabitatIIからシーフに関するクレームが増えるに至っても、オラクルはアバターの自己責任としてシーフを更に容認した。シーフもゲーム内の遊びとしての解釈ということである。
ただし、J-チャットになってからは方向転換し、シーフは規約で禁止された。他人のアイテムを故意に盗んで返却しない場合アカウント停止などの処置が取られた。この対処の結果シーフ集団も根絶した。アイテムの種類が増え、有料アイテムが販売されたための処置となっていた。

## アメリカのビジュアルチャット
アメリカ本国にもJ-チャットと同様のサービスがあった。1990年にWorldsAwayという名称でスタートした。ニフティサーブの海外接続回線を使用してサービスを受けることができた。当時はFujitsu System Bussines社によって運営されていたが頻繁に運営元が変わり、VZONESという名称でサービスを行っている。日本語は使用できず、主に英語で会話が行われている。サービスの中止、再開を繰り返しているが2022年3月現在FREEアカウント(無料)はSIGN UP NOWは作成不可になっていて、月14.99ドル以上の有料アカウントでアバターを作成可能。
VZONESはサービスの総称で、2つのサービスがあり、DREAMSCAPE、NEWHORIZONEだが、基本的にアバターの容姿、ヘッドなどはJ-チャットと同じである。異なるのは街の構成で、DREAMSCAPEはHabitatIIグレースビルとほぼ同じで、こちらが本家である。NEWHORIZONEは様々な国への入り口があり、日本のエリアもあった
VZONESは、運営側が無償でアイテムをJ-チャットのように配るということは、基本的に行っていない。トークンというチャット内通貨を1時間につき60トークン貯められるので、ショップで販売されているヘッド、家具などを購入していた。
トークンはユーザーによるビンゴゲームなどでも配られている。VZONESは他人との差をつけるために、有料アイテム、部屋が販売されている。avaterwaresというWEB上のショップでクレジットカードで決済して購入し、アコライトなどから受け取る。J-チャットもアイテムの有料販売は行っていたが、2009年の初めに販売が中止された。
J-チャットと大きく異なる点は2つある。DREAMSCAPEは、オラクル、アコライト制度を継承していたため、操作上などわからないことがあれば、アコライトを呼び出してESPという会話で問い合わせができた。NEWHORIZONEはサービスに入ると、24時間体制ではないが選任された案内人がサービスの内容を説明し、案内していた。

## アバターどうしのトラブル、ハビ婚（＝Habitat婚）、ビンゴゲーム
富士通Habitatでは容姿が単純で課金も従量制であったため、アバター同士のトラブルは多くなかったが、チャット内に設置されている掲示板は評判が悪く、オラクルや他の人の批判が書かれることがあった。
掲示板はオラクル管理と町長管理の2種類があり、課金を安く抑えるために掲示板だけに主に書き込むアバターが存在し、掲示板アバター、などと呼ばれていた。掲示板はHabitatIIグレースビルの途中で廃止された。
HabitatIIエリシウムになって容姿が着飾れるようになったため、一部ではヘッドを付けないアバターも存在していた。悪気のないジョークであったが、現実で首を切り取られた事件が発生し、これをHabitatIIエリシウムで真似た事例がマスコミに報道される事態が発生したため、ヘッドを付けないアバターが禁止された。
この頃になると「ハビ婚（＝Habitat婚の意）」というものが流行するようになってきた。アバター同士が仮想空間で結婚するものであり、現実の結婚ではないが、ハビ婚をして、現実でも結婚したカップルも何組か存在していた。ハビ婚は多くの場合公開形式で、専用のチャペルの貸し出し、女性用にはヴェールも与えられた。あらかじめ運営側に申し込み、HabitatIIグレースビルまではオラクルかアコライトが同席し、J-チャットはナビゲーターが同席した。それが司祭を務めることもあり、司会進行役を務め、チャットで祝辞が述べられ、ブーケ投げ、引き出物アイテムの配布なども行われた。公開形式のものは、ゴーストの状態で誰でも見学できた。J-チャットになってからハビ婚は「J婚」と呼ばれるようになる。
異国のキャラクターもログインしていた。アメリカ人で日本語が堪能な人も存在し、韓国から日本語が多少理解できるキャラクターがJ-チャットにログインし、他のキャラクターと仲良く遊んでいた。特定の日本人とチャット上の付き合いもあったが、異国間の付き合いは難しく、現実の付き合いには至らなかったとはいえ、周囲は暖かく見守った。
そのような微笑ましい点もあったが、キャラクター同士ではトラブルも絶えなかった。言葉のすれ違い、誤解が元で喧嘩になり、2ちゃんねるを通じて悪口を書く人も存在し、女性同士での容姿や喋り方が原因と見られるトラブルも多くあった。ナビゲーターが配るアイテムの取得に関して勝手に解釈し、他人をインターネットの掲示板でキャラクター名を名指してクレームをつけるキャラクターもいた。特に月2000円の固定課金になってからのJ-チャットで頻発した。J-チャットになってから「アバター」は「キャラクター」に呼称が変更される。
チャット内でサイコロイベントなども行われていたが、ゲームに勝利すると非売品というアイテムが貰えることもあり、参加者も多かったが、このようなイベントにほとんど参加せず、MMORPGなどのように動作が複雑なゲームを嫌がり、単純なチャットを好んだキャラクターも存在していた。
J-チャットは異なる2種類のビンゴゲームが行われ、これも対立していた。クライアント外部操作型で、J-チャット側はこれの利用を黙認していたが、最初はJ-BINGOというものが一部のナビゲーターによって開始され、後に、はびんご、という別のビンゴゲームが始まる。双方のビンゴカードに互換性がなく、キャラクターは好みのほうに参加していたが、J-BINGOはJ-チャットの終了と共に消滅した。はびんごもソフトウェアが作者の意向で公開さておらず、VZONESでも行われていない。

## 終焉
J-チャットは2009年8月にサービスの終了を発表した。運営が2回変わっている。富士通直接の運営から、富士通パレックスに変わり、富士通パレックスは、ジー・サーチに合併吸収されたため、最終的にはジー・サーチの運営で終了した。両社ともに富士通系の企業である。
課金の支払い方式も最初はニフティサーブのみであったが、Gamepark、電子市場、ODNに支払う方法などが採用されたものの、他の支払い方式は順次廃止になり、ニフティサーブのみが支払い方法として残った。クレジットカードの支払い、銀行振り込みなどは採用されなかった。
2008年に入った頃から、アメーバピグなどのウェブブラウザのみで容易に動作するチャットが増えMMORPGも多数のクライアント動作型が開発された。多くのMMORPGが基本課金が無料なのに対して、J-チャットは2000円の固定課金か、1分6円の従量制課金を堅持し「キャラクターのレベル上げ」という要素がなかったため、単純なチャットを好む人以外には向かなかった。会員数は目に見えて減っていった。ただし、現在でも基本課金が有料なのは、ラグナロクオンライン、ウルティマオンラインなどのMMORPGがある。
最盛期の2000年の初めには、J-チャットは、ログイン人数が500人を超えることもあったが、サービスの終了の発表があっても課金は無料にはならなかったため、ログイン人数も50人以下になり、2009年の年末には20人を切った。終了1ヶ月前に課金が無料になり、一時的にはログイン人数も増えたが、終了がメールマガジンなどで伝えられたわけではなかったため、最終日の2010年1月26日に、終了を70人程度のキャラクターで惜しんで、サービスを終えた。

## 関連作品
- ネットワークベイビー - 富士通Habitatを題材としたテレビドラマ[4]。1990年5月1日に『NHKスペシャル』で放送された[5]。